# Antarctoboenus
Antarctoboenus is een geslacht van uitgestorven valkachtigen dat leefde tijdens het Eoceen op het huidige Antarctica. De typesoort is Antarctoboenus carlinii.

## Fossiele vondst
Het holotype, een tarsometatarsus, werd gevonden in de La Meseta-formatie op Seymour Island bij westelijk Antarctica. Het fossiel dateert uit het Vroeg-Eoceen, ongeveer 50 miljoen jaar geleden.

## Verwantschap
Antarctoboenus was een vroege aftakking van de ontwikkelingslijn van de valkachtigen. Het is de oudst bekende valkachtige, en het voorkomen van Antarctoboenus in westelijk Antarctica in het Vroeg-Eoceen ondersteunt de uitkomsten van moleculair onderzoek dat de oorsprong van de valkachtigen in het westelijke restant van het supercontinent Gondwana ligt. 